# Scoglio di Peppino
Lo scoglio di Peppino, è uno scoglio, nonché meta turistica situata nel comune di Muravera, nella località turistica di Costa Rei (in Sardegna) ed ogni anno meta di numerosi turisti. Delimita il confine di spiaggia delle Ginestre, tra i comuni di Muravera e Castiadas.
Esso è composto di due grandi scogli: il più grande è lungo 84 metri e, insieme allo scoglio più piccolo, raggiunge i 99 metri, con una larghezza di 25 metri.
.